# Calathusa englypta
Calathusa englypta är en fjärilsart som beskrevs av Turner 1944. Calathusa englypta ingår i släktet Calathusa och familjen trågspinnare. Inga underarter finns listade i Catalogue of Life.